# Ctenothea bella
Ctenothea bella là một loài bướm đêm trong họ Geometridae.